# 阿爾弗萊德·羅拔士

阿爾弗萊德·羅拔士

阿爾弗萊德·羅拔士太平紳士（1892年4月18日—1970年2月10日），為英國傳教士、政治人物，在家鄉經營雜貨店，於1945年至1946年曾任格蘭瑟姆市長。其二女兒為英國第一名女首相戴卓爾夫人。

## 經歷

### 早年
羅拔士於Ringstead Bay出生，是為家中第五個孩子，父親名為本傑明·羅拔士，母親名為凱瑟琳·沙利文（Catherine Sullivan），是一名愛爾蘭人。阿爾弗萊德的兩名伯父生於愛爾蘭，另外兩名生於英格蘭，其中生於愛爾蘭的都早早死去，所以爺爺奶奶就舉家遷往Ringstead Bay。因為家境不好，而當時又遇上愛爾蘭大饑荒，為了捨棄大饑荒帶來不好的徵兆，所以他們從不承認自己擁有愛爾蘭血統。
羅拔士自小就眼力不好，所以他無法接手家族的修補鞋子生意。於1911年，他輟學後前往奧多，並成為一名雜貨店助手。接著他又搬去格蘭瑟姆，曾經想過當一名教師，最後於一間賣菜店工作。1914年正值第一次世界大戰，羅拔士受其影響下希望從軍，去英國陸軍報名六次卻均以失敗告終，原因是他視力不好。三年後，他於一間教堂（Christchurch on Finkin Street）偶遇比阿特丽斯·斯蒂芬森（Beatrice Stephenson），兩人於1917年5月28日結婚。

### 中年及政治意見
羅拔士是一名「老派的自由主義者」。